# IC 4321
IC 4321 — галактика типу Sab (компактна витягнута галактика) у сузір'ї Центавр.
Цей об'єкт міститься в оригінальній редакції індексного каталогу.